# Sonata para piano n.º 5 (Beethoven)

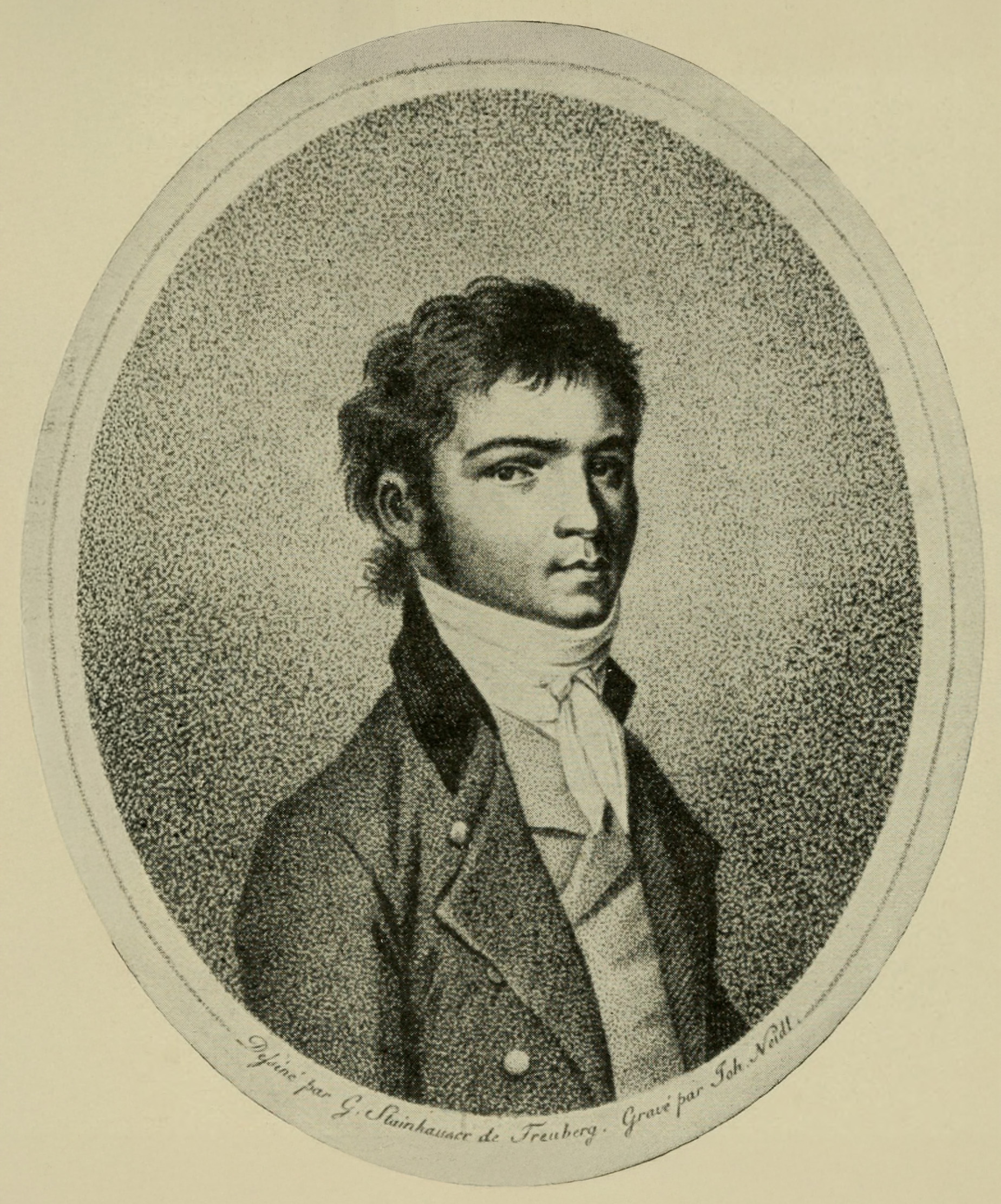
Beethoven en 1796.

La sonata para piano n.º 5 en do menor, Op. 10 n.º 1 fue compuesta por Ludwig van Beethoven en algún momento entre 1795 y 1797. La partitura está dedicada a la condesa Anna Margarete von Browne.

## Historia
Las tres sonatas para piano que conforman el Opus 10 son las Sonatas n.º 5, n.º 6 y n.º 7. La composición de la quinta sonata es posible que comenzara hacia finales de 1795, mientras que la sexta y la séptima se empezaron a escribir en 1796 y se finalizaron en 1798. En mitad de los borradores que datan de 1797 el maestro alemán escribe lo siguiente:

«Para las sonatas nuevas, minuetos muy cortos. Los minuetos para las sonatas: en el futuro, no más de dieciséis a veinticuatro compases.»

A pesar de haber dejado por escrito estas apreciaciones, Beethoven en la séptima sonata se desdice incluyendo un minueto más largo.
Wilhelm von Lenz en 1852 fue el primero en dividir la carrera musical de Beethoven en tres etapas estilísticas. Según este musicólogo ruso esta pieza pertenece al primer periodo, que abarca obras compuestas hasta 1802. Por su parte, Franz Liszt dividió la producción de Beethoven en dos fases y esta sonata pertenecería a la primera fase en la que adaptó los modelos y principios de compositores anteriores para sus creaciones.
La primera publicación de estas piezas fue llevada a cabo por el editor Joseph Eder en septiembre de 1798 en Viena. La partitura contenía la dedicatoria de las tres piezas a la condesa Anna Margarete von Browne, que era esposa de Johann Georg von Browne uno de los mecenas de Beethoven y oficial del ejército imperial ruso establecido en Viena. A esta misma condesa le dedicó también su Trío de cuerda, Op. 3.
Esta pieza es contemporánea de sus tres Tríos de cuerda Op. 9, sus tres Sonatas para violín, Op. 12 n.º 1, n.º 2, n.º 3 y la Romanza para violín y orquesta que se convirtió en su Op. 50 cuando se publicó más adelante. Ese mismo año se estrenó una versión revisada de su Concierto para piano n.º 2, cuya versión original había sido escrita y escuchada en 1795. El momento de las primeras publicaciones de Beethoven estaba calculado con astucia. El compositor interpretaba algunas de estas obras con la suficiente frecuencia como para que se hicieran populares y la gente le alentó a publicarlas (los Tríos para piano, Op. 1 son un ejemplo). El éxito de sus publicaciones era algo que prácticamente se daba por descontado, sobre todo porque las primeras se centraban en el instrumento en el que era un virtuoso reconocido, el piano. Asimismo, resulta significativo que sus primeras publicaciones no fueran sinfonías, óperas o cuartetos de cuerda, géneros asociados a Haydn y Mozart. El hecho de que sus diez primeras sonatas para piano, así como las dos Sonatas para piano Op. 49 n.º 1 y n.º 2, fueran concebidas antes de tratar de componer una sinfonía o un cuarteto de cuerda, sugiere que el piano era una especie de medio experimental para el joven compositor, que se estaba familiarizando con la organización de las grandes formas.

## Estructura y análisis
La sonata consta de tres movimientos:
- I. Allegro molto e con brio, en do menor 3
4
- II. Adagio molto, en la bemol mayor 2
4
- III. Finale. Prestissimo, en do menor 2
2

La interpretación de esta obra dura aproximadamente 16 minutos. Se trata de una composición del primer periodo, que anticipa otras obras más notables en do menor como la Sonata "Pathétique" o la Quinta sinfonía.

### I.Allegro molto e con brio
El primer movimiento, Allegro molto e con brio, está escrito en la tonalidad de do menor, en compás de 3/4 y sigue la forma sonata. Se abre con un tema de exploración, basado en un acorde de do menor, que introduce un ambiente de búsqueda e indagación, no muy diferente del arranque de la Sonata "Patética". Pero en este caso el tempo inicial es rápido y el discurso parece más directo. No obstante, a medida que se desarrolla el discurso musical, el sencillo comienzo da paso a desarrollos inesperados. Por ejemplo, en el primer grupo temático, aparece un elemento interesante: una misteriosa frase descendente que parece a la vez un consuelo y un triunfo. Tras la repetición del material inicial, se evidencian ciertas diferencias como la frase "pregunta" que no va seguida de una "respuesta". Esta ausencia provoca una sensación general de ambigüedad e incertidumbre.
La exposición (cc. 1-105) introduce en una estructura de frase modificada el tema principal (cc. 1-30) que presenta formas angulosas, tanto en sus arpegios ascendentes como en sus ritmos con puntillo. La transición (cc. 31-55), que tiene una temática separada y proporciona un contraste tranquilo, está dividida en dos partes. El tema secundario (cc. 56-75) va acompañado por un bajo Alberti y termina con el cierre esencial de la exposición. La parte final se estructura en dos partes y cita tanto el tema secundario como el principal. 
El desarrollo (cc. 106-168) según la Teoría de la sonata de Darcy & Hepokoski es semirrotativo y se divide en secciones de pre-núcleo y núcleo según William Caplin. La retransición (cc. 158-167) conduce a la reexposición que se encuentra en los cc. 168-284, lo que supone once compases más que la exposición. La sección de desarrollo es insólita ya que, salvo algunas ampliaciones de temas anteriores, la mayor parte de la música es nueva, contraviniendo así las reglas tradicionales de la forma sonata.
La recapitulación presenta una síntesis de la exposición y una efectiva transformación del segundo tema. La transición de la exposición se altera armónicamente. Inicialmente, el tema secundario se enuncia en fa mayor (subdominante mayor), un "falso comienzo", antes de presentarse en do menor tónica. El tema secundario también se amplía a partir de la exposición. El cierre estructural se encuentra en el compás 253.

### II.Adagio molto
El segundo movimiento, Adagio molto, está escrito en la bemol mayor y en compás de 3/4. Se trata de un Adagio lírico con muchos adornos, que sigue la forma de "sonatina". No hay sección de desarrollo, sólo un único compás de un acorde arpegiado de V7 (Mi♭7) que conduce de nuevo a la tónica. Se escuchan dos temas, el primero una melodía fluida que se agita interiormente a medida que asciende, y el segundo una invención algo vacilante que parece buscar la serenidad, pero que se ve obstaculizada en ocasiones por las figuraciones tocadas por la mano izquierda. La tumultuosa transición que separa los dos temas es realmente sorprendente: un presagio de una oscuridad que nunca llega. Tras la reaparición del material temático, con ligeros cambios, hay una coda basada en la melodía de apertura, que se desvanece lentamente hacia una cadencia perfecta de cierre.

### III.Finale. Prestissimo
El tercer y último movimiento, Finale. Prestissimo, retoma la tonalidad inicial de do menor y el compás es 2/2 o alla breve. Se trata de un movimiento vibrante en forma sonata, impulsado esencialmente por un estado de ánimo de ansiedad típicamente beethoveniano que anhela la alegría. El primer tema es una figura de seis corcheas decididamente amenazadora, que constituye un inconfundible presagio del famoso motivo del "destino" de su célebre Quinta sinfonía. El segundo tema, es una variante del primero, pero se trata más bien de su opuesto ya que expresa un espíritu de felicidad y buen humor. Una breve sección de desarrollo desemboca en una recapitulación y el movimiento concluye con una coda. Dicha coda ralentiza el tempo, conduciendo a un arrebato final que se desvanece en una tranquila tercera de picardía sobre una cadencia auténtica imperfecta en el tono principal, dando una sensación de alivio.

## Recepción de la obra
En 1799 una crítica en Allgemeine Musikalische Zeitung le acogió con un beneplácito matizado, hablando sobre esta pieza en los siguientes términos:

«Nadie puede negar que el señor Van Beethoven es un genio; tiene originalidad y se ha trazado un camino recto (...) Sin embargo, la abundancia de sus ideas le conduce con demasiada frecuencia a acumular los pensamientos y a agruparlos de una forma tan singular que el resultado es a veces un oscuro artificio o una oscuridad ficticia, lo que es en conjunto más un defecto que una ventaja. No hay muchos artistas a los que se pueda decir: "Reparte tus tesoros y úsalos con comedimiento". Esto es menos una censura que el elogio que comporta su crítica.»

Según Joachim Kaiser, la llamada "pequeña" sonata en do menor es una obra a menudo injustamente infravalorada; es precisamente su brevedad y concisión lo que impidió apreciar este arrebato "desoladoramente brillante". Kaiser la califica de más incisiva y tormentosa que la Sonata Patética, que es "más clara y segura de sí misma".